# Cyanogaster noctivaga
Cá Cyanogaster (Danh pháp khoa học: Cyanogaster noctivaga) là một loài cá nước ngọt trong họ Characidae thuộc Bộ Cá chép mỡ, đây là loài động vật đặc hữu của vùng Rio Negro, Brazil. Chúng có ngoại hình trong suốt với chiếc bụng màu xanh này rất nhỏ, chỉ dài có vài mm. Chúng thường sống tại một nhánh sông ở Amazon và chỉ có một chiếc răng hình nón duy nhất trong miệng. Chúng được Được phát hiện vài năm gần đây. Loài này thuộc về chi Cyanogaster trong đó chỉ có duy nhất loài này